# ワンダーストラック
『ワンダーストラック』（Wonderstruck）は2017年のアメリカ合衆国のドラマ映画。監督はトッド・ヘインズ、主演はオークス・フェグリーが務めた。本作は『ヒューゴの不思議な発明』の原作でも知られる作家ブライアン・セルズニックが2011年に上梓した小説『Wonderstruck』を原作としている。
本作は2017年5月に開催された第70回カンヌ国際映画祭のコンペティション部門に出品され、パルム・ドールを争った。

## 概略
本作はローズを主人公とした1927年の物語とベンを主人公とした1977年の物語が交互に語られていくという体裁を取っている。なお、1927年の物語はモノクロのサイレント映画として撮影されている。これは映画史を踏まえた演出であると共に、聾者であるローズの世界を芸術的に表現するための演出でもある。
ニューヨークのアメリカ自然史博物館とクイーンズ美術館(英語版、なお実在のニューヨーク市の巨大パノラマが登場する）が主な舞台となる。

## ストーリー
前述のように、本作は2つの時間軸の物語が交互に語られていく体裁を取っている。それをそのまま再現すると、話が分かりにくくなる可能性があるため、便宜上、ここでは2つの物語を別々に記述する。

### 1927年
1927年10月、ニュージャージー州ホーボーケン。耳が聞こえない少女ローズはそれ故に学校に行くことが出来ず、家庭教師から勉強を教えてもらっていた。孤独感に苦しむ日々を送っていたローズは、アイドル的人気を博していた女優リリアン・メイヒューに会うために、ニューヨークへと向かう。ニューヨークに到着したローズは、メイヒューが出演する舞台を見に行く。「会いたかった」と語るローズに対し、メイヒューは怒りを示す。メイヒューこそローズの生みの母親だったのである。父母の離婚後孤独に苦しみ続けたローズは博物館に勤める兄を頼る。

### 1977年
1977年6月、ミネソタ州ガンフリント湖。少年ベンがそこで暮らしていた。ベンの母親であるエレインは町の図書館で働いていたが、ある日自動車事故で亡くなってしまい、叔母の家に身を寄せるが従兄弟とは不仲で居心地が悪い。ベンは父親の顔を覚えていなかったが、実の父親に会ってみたいという思いは強くなる一方であった。ある日、ベンは母親の遺品の書籍『Wonderstruck』の中からしおりを見つける。そこには「愛してるよ。ダニーより」と記されていた。このダニーこそが自分の父親だと確信したベンは、しおりに記されていた電話番号に電話をかける。ベンが電話をしている最中、家に落雷があり、高圧電流が電話線に流れる。それが原因でベンは聴力を失ってしまう。ベンは父親を探すために病院から抜け出してニューヨークへ向かう決心をする。

## キャスト

### 1977年
- ベン: オークス・フェグリー - 母親を亡くした少年。
- ローズ: ジュリアン・ムーア - 聾の高齢女性。
- ウォルター: トム・ヌーナン - キンケイド書店の経営者。ローズの兄。
- エレイン・ウィルソン: ミシェル・ウィリアムズ - ベンの亡母。
- ジェニーおばさん: エイミー・ハーグリーヴズ（英語版） - ベンの伯母。
- ジャネット: モーガン・ターナー（英語版） - ベンの従姉。ジェニーの娘。
- ジェイミー: ジェイデン・マイケル - ベンがニューヨークで出会った少年。
- ジェイミーの父親: ラウル・トレス - 博物館の職員。

### 1927年
- ローズ: ミリセント・シモンズ（英語版） - 聾の少女。
- リリアン・メイヒュー: ジュリアン・ムーア - スター女優。ローズの母親。
- ウォルター: コーリー・マイケル・スミス - ローズの兄。博物館の職員。
- キンケイド医師: ジェームズ・アーバニアク（英語版） - ローズの父親。リリアンの元夫。
- ジル医師: アンソニー・ナタール - 読唇術の教師。

## 製作
2015年5月、ブライアン・セルズニックの小説『Wonderstruck』の映画化に際し、トッド・ヘインズが監督として起用されることになったという報道があった。11月にはジュリアン・ムーアの起用と、パメラ・コフラーとジョン・スロスの製作陣入りが報じられた。2016年4月には、ジェイデン・マイケル、コーリー・マイケル・スミス、オークス・フェグリー、エイミー・ハーグリーヴズ、ミシェル・ウィリアムズの出演が決まっていった。5月にはジェームズ・アーバニアクの出演が決まった。ローズ役には聾者の女優、ミリセント・シモンズが起用された。ローズがメインとなる1927年の物語には聾者の俳優が多く出演している。
2016年5月4日、本作の主要撮影がニューヨーク州のピークスキルで始まった。本作の製作工程は2016年7月3日に終わった。

## 評価
本作がカンヌ国際映画祭で上映されたとき、批評家から高評価を得た。また、上映終了後には3分間にわたってスタンディングオベーションが起きた。
本作は批評家から好意的に評価されている。映画批評集積サイトのRotten Tomatoesには119件のレビューがあり、批評家支持率は70%、平均点は10点満点で6.7点となっている。サイト側による批評家の見解の要約は「『ワンダーストラック』は時間軸と色調の転換を上手く活かそうとしているが、上手く行っていない箇所が散見される。しかし、全体としては心温まる旅物語となっており、その視覚的スリルはタイトル通りのものとなっている。」となっている。また、Metacriticには39件のレビューがあり、加重平均値は72/100となっている。
『ハリウッド・リポーター』のデヴィッド・ルーニーは「絵の魔術と沈黙の神秘性で成立している。この作品は子供たちの成長を描き出す映画の定石からは外れている」と評している。『インディワイア』のデヴィッド・エーリッヒは「観客の心を感動で奮い立たせてくれる。冷めた視線の映画ではない。」と述べている。